# تیم ملی فوتبال زنان فلسطین
تیم ملی فوتبال زنان فلسطین (به عربی: منتخب فلسطين لكرة القدم للسيدات)، نماینده فوتبال زنان این کشور در رده ملی است و تحت نظارت فدراسیون فوتبال فلسطین قرار دارد.